# Raimundo de Castro e Silva
Dom Raimundo de Castro e Silva (Aracoiaba, 1 de maio de 1905 — Fortaleza, 2 de agosto de 1991) foi um bispo católico (Bispo Emérito de Oeiras) e pertencia a família Castro (uma das mais nobres e antigas famílias do Ceará, conforme o Barão de Studart).

## Episcopado
Dom Raimundo nasceu em Aracoiaba, Ceará, filho de pai homônimo e de Maria Teles de Castro e Silva. Teve sua formação religiosa no Seminário da Prainha (em Fortaleza) e foi ordenado padre no dia 4 de dezembro de 1932, em Fortaleza.
O Papa Pio XII, em 1950, o designou Bispo Titular de Eluza, tendo nesta ocasião assumido esta dignidade como Bispo Auxiliar da Diocese de Teresina (Dioecesis Teresianus) aos 45 anos de idade.
Teve como principal consagrador o Arcebispo Dom Antônio de Almeida Lustosa e como co-consagradores os Bispos Dom Aureliano de Matos e Dom Antônio Campelo de Aragão.
Em 17 de novembro de 1954, foi designado Bispo de Oeiras (Dioecesis Oeirensis). Resignou em 1957, tendo sido sucedido nesta Diocese por Dom Edilberto Dinkelborg.
Foi designado Bispo Auxiliar de Fortaleza (Archidioecesis Fortalexiensis), Ceará, aos 9 de novembro de 1957, como Bispo Titular de Uzali.
Durante sua vida foi agraciado com diversas distinções honoríficas, dentre elas a "Sereia de Ouro", em 1985. Após o seu falecimento, o Estado do Piauí, dentre outras homenagens, instituiu uma escola pública com o seu nome.
Faleceu como Bispo Emérito de Oeiras.